# Тимошкинский сельсовет
Тимошкинский сельсовет — сельское поселение в Матвеевском районе Оренбургской области Российской Федерации.
Административный центр — село Тимошкино.

## История
9 марта 2005 года в соответствии с законом Оренбургской области № 1904/312-III-ОЗ образовано сельское поселение Тимошкинский сельсовет, установлены границы муниципального образования.
26 июня 2013 года в соответствии с законом Оренбургской области № 1659/463-V-ОЗ в состав сельсовета включен упразднённый Борискинский сельсовет.

## Население
| 2010 | 2012 | 2013 | 2014 | 2015 | 2016 | 2017 |
| ---- | ---- | ---- | ---- | ---- | ---- | ---- |
| 297  | ↘272 | ↘271 | ↗510 | ↘488 | ↘484 | ↘465 |
| 2018 | 2019 | 2020 | 2021 |      |      |      |
| ↗467 | ↘442 | ↘434 | ↘421 |      |      |      |

## Состав сельского поселения
| № | Населённый пункт | Тип населённого пункта       | Население |
| - | ---------------- | ---------------------------- | --------- |
| 1 | Борискино        | село                         | ↘267      |
| 2 | Кузьминовка      | деревня                      | 0         |
| 3 | Тимошкино        | село, административный центр | 297       |